# ウィンユー・パラドーンジム
ウィンユー・パラドーンジム（Winyu Paradorn Gym、1983年8月28日 - ）は、タイ王国の女子プロボクサーである。ムアンピッサヌローク郡出身。初代WBC女子アトム級王者。

## 来歴
2006年8月31日、ノンマイ・ソー・シリポン戦でデビューし勝利。
2006年11月22日、後のライトフライ級王者サムソン・ソー・シリポンに判定負け。
2007年8月31日、アユタヤにて小関桃とWBC女子アトム級初代王座決定戦に挑み、10回3-0（96-94×2、96-95）判定勝ちを収め王座獲得。
2008年8月11日、初防衛戦として小関との再戦を今度はアウェーの後楽園ホールにて行った。一度は2回48秒KO負けを宣告されたが、バッティングの疑いもありビデオ判定に持ち込まれた。最終的な判断はWBCに委ねられるものの、ヒッティングも認められ結局裁定は覆ることなく王座陥落となった。
2度目の防衛戦までに小関との3度目の再戦を義務付けられ、その前哨戦として2009年1月2日に格下のティラポーン・パンニミットとノンタイトル戦を行った。しかし、その試合で0-3（56-58×3）判定負けを喫してしまったため、再戦が消滅。そのティラポーンは11月29日に小関に挑戦し、その試合は敗れたものの、2010年にWBO王座を獲得した。
ティラポーン戦以降は1年以上試合を行っておらず、引退した可能性もある。

## 戦績
- 10戦6勝（1KO）3敗1分

## 獲得タイトル
- 初代WBC女子アトム級王座（防衛0）